# Unión Deportiva Biescas
La Unión Deportiva Biescas es un club de fútbol español de la localidad oscense de Biescas, en Aragón. Fue fundado en 1980, y actualmente compite en la Primera Regional de Aragón (Grupo II).

## Historia
El club de la localidad pirenaica de Biescas fue fundado en 1980, conseguiría su primer ascenso a la Tercera División de España para la temporada 1990-91, si bien su paso sería testimonial, volviendo a Preferente a la siguiente campaña.
El 26 de junio de 2021, treinta y un años después de su histórico primer ascenso, vuelve a Tercera en su nuevo formato de Tercera División RFEF, en una temporada casi perfecta, la del ascenso, con diez victorias, un solo empate y una derrota, y una ventaja de nueve puntos sobre el segundo clasificado.

## Estadio
La Unión Deportiva Biescas disputa sus partidos como conjunto local en el campo municipal de fútbol del polideportivo Fernando Escartín Coti, recinto nombrado en homenaje al conocido ciclista de la localidad.

## Uniforme
- Uniforme titular: Camiseta verdiblanca, pantalón blanco y medias verdes.
- Uniforme alternativo: Camiseta y pantalón negros, medias verdes.

## Datos del club
- Temporadas en Tercera División / Tercera Federación: 2.
- Mejor puesto en Tercera División: 17.º (temporada 2021-22).
- Peor puesto en Tercera División: 20.º (temporada 1990-91).

## Palmarés

### Campeonatos regionales
- Regional Preferente de Aragón (1): 2020-21 (Grupo 1).
- Primera Regional de Aragón (1): 1986-87 (Grupo 2).
- Subcampeón de la Regional Preferente de Aragón (1): 1989-90 (Grupo 2).
- Subcampeón de la Primera Regional de Aragón (4): 1992-93 (Grupo 2), 2000-01 (Grupo 2), 2007-08 (Grupo 2), 2016-17 (Grupo 2).